# Wyrbica (gmina)
Wyrbica (bułg. Община Върбица) – gmina w północno-wschodniej Bułgarii, w obwodzie Szumen.

## Miejscowości
Miejscowości wchodzące w skład gminy Wyrbica:
- Bjała reka (bułg.: Бяла река),
- Bożurowo (bułg.: Божурово),
- Czarnookowo (bułg.: Чернооково),
- Iwanowo (bułg.: Иваново),
- Kjołmen (bułg.: Кьолмен),
- Konewo (bułg.: Конево),
- Krajgorci (bułg.: Крайгорци),
- Łowec (bułg.: Ловец),
- Małomir (bułg.: Маломир),
- Mengiszewo (bułg.: Менгишево),
- Metodiewo (bułg.: Методиево),
- Nowa Bjała reka (bułg.: Нова Бяла река),
- Stajanci (bułg.: Станянци),
- Suszina (bułg.: Сушина),
- Tuszowica (bułg.: Тушовица),
- Wyrbica (bułg.: Върбица) − siedziba gminy.